# Romeo Haxhiaj
Romeo Haxhiaj (Fier, 24 novembre 1966) è un ex calciatore albanese, di ruolo centrocampista.

## Carriera

### Nazionale
Ha collezionato una presenza con la Nazionale albanese.